# Национален Дворец на Културата (станция метро)
Национальный дворец культуры (болг. Национален Дворец на Културата) — станция Второй линии Софийского метрополитена. Пересадочный узел на станцию Национальный дворец культуры II Третьей линии.

## История
Строилась в 80-х годах XX века. Запуск состоялся 31 августа 2012 года в составе первого пускового участка Второй линии.

## Описание
Платформа островного типа.
Находится между станциями Сердика-II и Европейский союз.
Выходы — к бульвару Патриарх Евтимий и пешеходной улице Витоша, а также к зданию Национального дворца культуры на площади Болгария. Выход в тоннель под площадью, где имеется движение троллейбусов, временно закрыт.

## Галерея

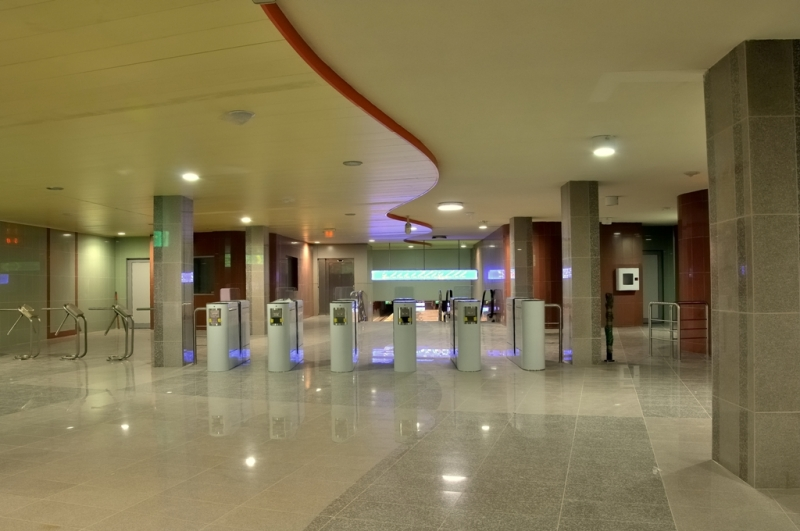
Вестибюль станции.